# 鹅少女喷泉

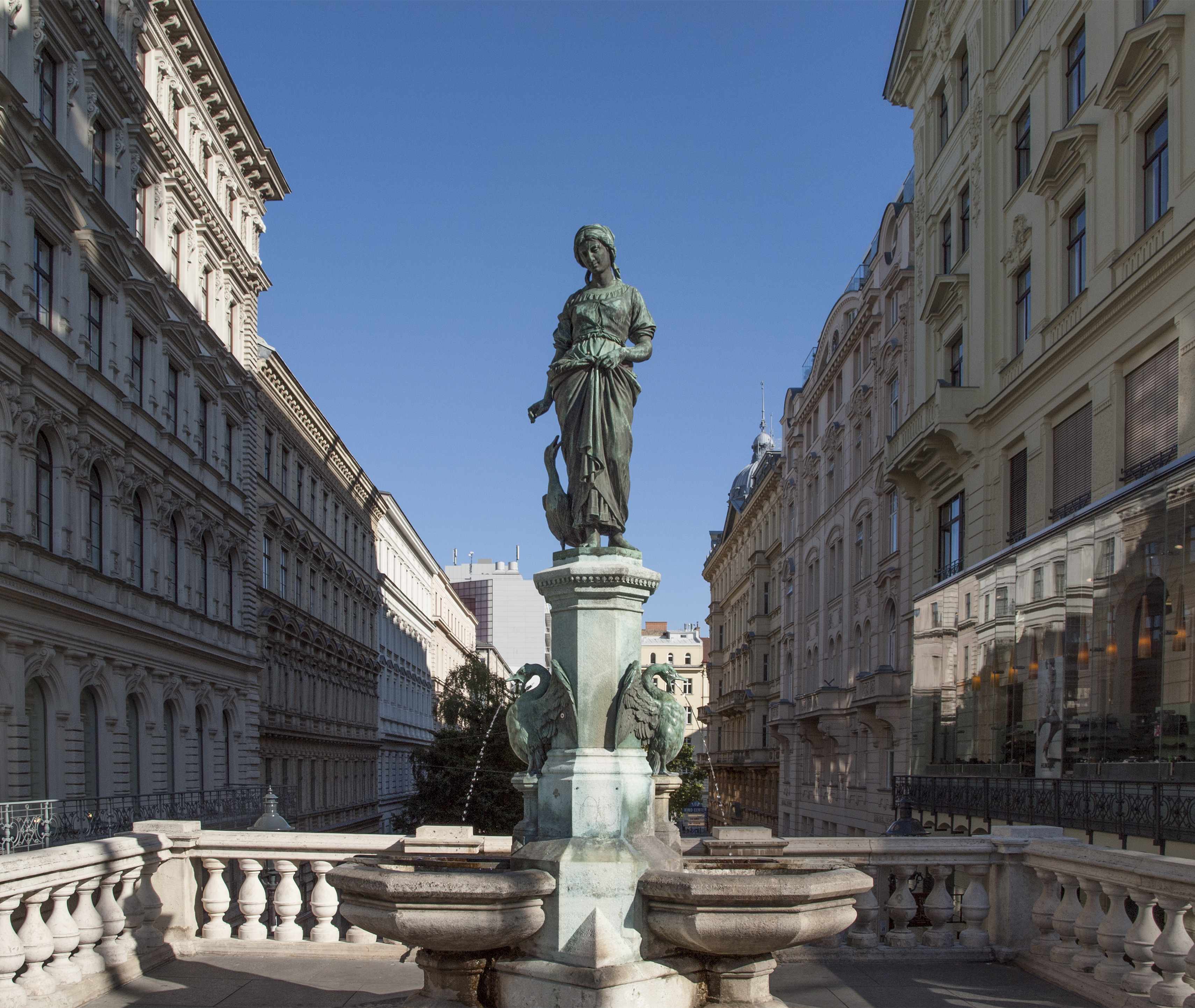
鹅少女喷泉

鹅少女喷泉（Gänsemädchenbrunnen）是一处列为文化遗产的喷泉，位于维也纳玛利亚希尔夫区（第六区）的拉尔阶梯 。
1886年，安东尼·帕维尔·瓦格纳在此创作了鹅少女喷泉，维登大街（Wiedner Hauptstraße）的天使喷泉（Engelbrunnen）也是他的作品。此喷泉原来位于内城区的家禽市场，1866年完成，1874年被拆除，1879年安放在玛利亚希尔夫大街的玛利亚希尔夫教堂 前的广场，1886年由于海顿纪念碑而搬迁到现在的位置。
鹅少女喷泉描绘了一个站立在石柱上的女孩，拿着一只鹅。另有有两只鹅的担任雨漏的功能。这种设计是因为喷泉原来的位置，是位于维也纳的家禽市场。